# 미덕
미덕(美德, 영어: Virtue)은 사회통념상 좋다고 여겨지는 인간이 가지는 기질과 능력이다. 미덕은 올바른 덕으로써 악덕의 반대였다.